# Estrada da Polícia
A Estrada da Polícia foi aberta em 1820, ligando o Rio de Janeiro às Minas Gerais. Sua abertura foi promovida pela Intendência de Polícia do Rio de Janeiro. Um de seus mais animados promotores foi o mineiro Custódio Ferreira Leite, futuro Barão de Aiuruoca.

## Histórico
As estradas para que iam desde o porto do Rio de Janeiro até Minas Gerais, conhecidas como O Caminho Novo e o Caminho do Proença, passavam longe do atual centro de Vassouras. Entretanto, para evitar as patrulhas que percorriam estas estradas, os contrabandistas de ouro costumavam-se desviar no meio da mata virgem até perto do atual distrito vassourense de São Sebastião dos Ferreiros para, a partir daí, descer até Xerém na Baixada Fluminense. Por volta de 1812, Inácio de Sousa Vernek construiu a Estrada Werneck que saía da aldeia de Nossa Senhora da Glória de Valença e atingia o Caminho Novo permitindo seguir-se para Minas Gerais ou Rio de Janeiro. Em 1822, ficou pronta a Estrada do Comércio que começava na vila de Nossa Senhora da Piedade do Iguaçu, subia a serra do Tinguá, e chegava até o porto de Ubá, atual distrito de Andrade Pinto, em Vassouras, nas margens do Rio Paraíba do Sul, de onde podia seguir-se para Minas Gerais e Goiás.
A fim de cortar a rota dos contrabandistas, o príncipe regente João ordenou em 1816 que fosse construída uma nova estrada na região. Para esta missão, foi contratado Custódio Ferreira Leite, futuro barão de Aiuruoca, que, por sua vez, chamou seus sete sobrinhos da família Teixeira Leite para ajudá-lo na empreitada. A estrada da Polícia cruzava o Rio Paraíba do Sul no atual distrito de Juparanã, em Valença (antigamente chamada Desengano), seguia até a atual localidade de Barão de Vassouras, passava pelo centro do atual município de Vassouras, subia a serra até São Sebastião dos Ferreiros, e daí permitia a descida até Xerém na baixada Fluminense, de onde se podia embarcar nos portos de Pilar do Iguaçu ou de Piedade do Iguaçu, ou então seguir por estradas passando pelos atuais bairros cariocas de Irajá e Inhaúma até atingir o centro da cidade do Rio de Janeiro.